# 370. strelska divizija (ZSSR)
370. strelska divizija (izvirno rusko 370-я стрелковая дивизия; kratica 370. SD) je bila strelska divizija Rdeče armade v času druge svetovne vojne.

## Zgodovina
Divizija je bila ustanovljena septembra 1941 v Tomsku.